# 康庄街道
康庄街道是中华人民共和国黑龙江省绥化市北林区下辖的一个街道办事处。

## 行政区划
康庄街道下辖以下村级行政区划单位：
西城社区、府前社区、万达社区、西湖社区和人和社区。